# Pedro Visca
Pedro Visca (Montevideo, 8 de febrero de 1840-20 de mayo de 1912) fue un médico y profesor uruguayo destacado como uno de los precursores de la disciplina médica en Uruguay.

## Biografía
Sus padres fueron Bartolomé Visca y María Peluffo, inmigrantes genoveses arribados a Uruguay en 1838. Su formación académica se completa con el bachillerato y luego siguiendo una vocación latente se presenta ante el incipiente estado para pedir una beca que lo ayude a estudiar medicina en Europa.

### Estudiante en París
Es así, que luego de aprobada su beca, viaja a Europa y en 1862 se matricula en la Facultad de Medicina de París.
Fue quinto en el concurso de oposición para el Internado en 1868, y se integró en el servicio quirúrgico del “Hotel de Dieu”. De este modo fue el primer sudamericano en ocupar este cargo.

La tesis de Visca para el doctorado en 1870 fue: Du Vaginisme.

### Médico en Uruguay
Luego de su formación como médico en París retorna a Uruguay donde rápidamente se vincula con las autoridades médicas de la época y ayuda a construir la nueva enseñanza de la medicina en el país.

Es considerado como uno de los tres forjadores de la medicina clínica en Uruguay junto a Francisco Soca y Alfredo Navarro. 

### Maestro de médicos
Algunos de sus discípulos fueron, a su vez, destacados médicos entre ellos Américo Ricaldoni, Luis Morquio y Juan Morelli.
En 1922 el Hospital de Niños que antiguamente fuera parte del Asilo Dámaso Antonio Larrañaga fue nombrado en su honor. 